# Vasula (slak)
Vasula is een geslacht van weekdieren uit de klasse van de Gastropoda (slakken).

## Soorten
- Vasula deltoidea (Lamarck, 1822)
- Vasula melones (Duclos, 1832)
- Vasula speciosa (Valenciennes, 1832)